# Аркона (крейсер)
Легкий крейсер «Аркона» (нім. SMS Arcona) — військовий корабель німецького імператорського флоту, Рейхсмаріне та Крігсмаріне, дев'ятий легкий крейсер типу «Газелле». Перебував на дійсній службі з 12 травня 1903 до 3 травня 1945 року. Відправлений на злам у 1948-му.

## Історія створення
Легкий крейсер «Аркона» було закладено у 1901 році на верфі AG Weser у Бремені під бортовим номером 133. Своє ім'я корабель отримав на честь мису Аркона — найпівнічнішого мису Німеччини. Згідно з традицією заміщення імен у німецькому флоті, був названий за йменням корвету «Аркона» типу «Аркона» 1858 року будівництва та корвета «Аркона» типу «Александріна» 1885 року будівництва.
Спуск на воду відбувся 22 квітня 1902 року. Промову під час урочистого надання назви виголосив принц Фрідріх Карл Гессенський. Охрестила новий корабель його дружина, принцеса Маргарита Прусська, сестра кайзера Вільгельма II.

## Технічні характеристики
«Аркона» стала дев'ятим кораблем типу «Газелле», разом із «Фрауенлобом» та «Ундіною» утворивши окрему підгрупу, для якої були характерними збільшення броні, ширини корпусу та ємності бункеру.

## В строю

### Початок служби
12 травня 1903 крейсер став до лав дійсного флоту. Пройшовши випробування, 18 липня був зачислений до складу розвідувальних сил. Восени брав участь в маневрах.
Разом з крейсерами «Фрауенлоб», «Гамбург» та «Фрідріх Карл» входив до крейсерського підрозділу.
Влітку 1904 у Великій Британії брав участь у морському параді короля Едуарда VII. Наступного літа здійснив подорож до Швеції, відвідавши порти Кунгсбакка та Седертельє. Влітку 1906 заходив до портів Норвегії.
Після здійснення останніх розвідувальних справ у березні 1907, був тимчасово виведений з експлуатації.
Більша частина екіпажу перейшла на крейсер «Данціг», який замінив його у складі флоту.

### Далекі плавання
14 серпня 1907 «Аркона», перефарбована та переобладнана для заходу в іноземні порти, залишила Вільгельмсгафен. 27 серпня пройшла Суецький канал та попрямувала до Східної Азії, а 23 жовтня — прибула до Сингапуру. До березня наступного року перебувала у китайських водах, з Гонконгу та Амоя вирушивши до Ціндао. Місто в той час по концесії належало Німецькій імперії, в порту базувалася Німецька Східно-Азійська крейсерська ескадра.
У квітні — травні «Аркона» здійснила візит до Японії.
З 8 грудня 1908 до 21 лютого 1909 патрулювала море Сулавесі. 22 лютого, кинувши якір в гавані Німецького Самоа, була змушена майже відразу знятись, оскільки на ньому спалахнули заворушення. Аборігени вимагали обрання царем місцевого аристократа Лаукі та розширення своїх прав, у тому числі, скликання місцевого парламенту. За місяць «Аркона» повернулась разом із легким крейсер «Лейпціг» та в супроводженні канонерського човна «Ягуар» і допоміжного ескадренного корабля «Титанія» з сотнею місцевих полісменів на борту. Вони блокували бунтівний острів Саваї та висадили на ньому десант. До бойових дій не дійшло, місцеві жителі прийняли умови губернатора Зольфа та склали зброю.
5 червня 1909 повернулася до Ціндао, із заходом на Гуам.
У вересні вирушила до Сан-Франциско, щоб представляти Німецьку імперію на урочистостях з приводу відновлення міста після руйнівного землетрусу 1906 року. Свято було приурочено до 140-річчя висадки перших європейців в затоці Сан-Франциско і названо за прізвищем першопроходця Портола-фестиваль.
Подорож відбулась із заходом у порти Гонолулу, Сієтл, Сан-Педро, Лос-Анджелес та Сан-Дієго. До кінцевого пункту «Аркона» прибула в жовтні. 22 числа на борту відмітили день народження імператриці Августи, з приводу чого був даний святковий салют.
10 грудня, на зворотньому шляху, в Гонолулу «Аркона» допомагала зняти з мілини британське торгове судно «Celtic Chief».
Різдво було зустрінуте в Йокогамі, де екіпаж з успіхом здолав велику пожежу, що виникла на борту.
17 січня 1910 відпливла з Ціндао у рейс додому. Досягши Суматри, у Сабангу зустрілася з «Лейпцігом». З 4 по 7 березня перебувала в Порт-Саїді, де зустрілася з крейсером «Нюрнберг», який йшов до Ціндао замінити «Аркону» у складі Східно-Азійській крейсерської ескадри, та обмінялась із ним частиною екіпажу.
24 березня 1910 кинула якір у Вільгельмсгафені. 30 березня — була тимчасово виведена з експлуатації. Частина її екіпажу перейшла на крейсер «Емден».

### Подальша експлуатація
У 1911–1912 «Аркона» була відновлена та модернізована на Імператорській верфі у Вільгельмсгафені й перетворена на мінний загороджувач. Замість двох 105-мм гармат на ній було встановлено два торпедні апарати. Також могла транспортувати до 200 мін.
31 жовтня 1912 була знову введена в експлуатацію. Екіпаж перевели з мінного крейсера «Наутілус». Корабель поступив у розпорядження мінної експериментальної комісії.
Восени 1913 брав участь в маневрах.
З початком Першої світової війни стала флагманом дивізії берегової охорони Емсу, у складі якої перебувала до серпня 1918.
Також використовувалась як судно забезпечення для підводної кампанії в Атлантиці. Під час Ютландської битви 1916 з крейсера «Гамбург», на якому знаходився командуючий підводними човнами, через «Аркону», що стояла в Боркумі, здійснювалось керування підводними човнами за допомогою радіозв'язку.
11 квітня 1918 брала участь у постановці мін в Північному морі разом із мінним крейсером «Бремзе». Забезпечення безпеки відбувалось тральщиками 1-ї та 7-ї полуфлотилій. Загалом було встановлено 150 мін.
Безпосереднього контакту з ворогом під час військових дій не мала.
Навесні 1919 корабель знову пройшов реконструкцію на Імператорській верфі у Вільгельмсгафені. З нього було зняте все озброєння.
Версальський договір 1919 року зобов'язав Німеччину звільнити Північне море від морських мін. «Аркона» на цій службі використовувалась як плавбаза для тральщиків, замінивши додредноут типу «Пруссія». Даною справою вона була зайнята до 1920, після чого була списана та модернізована знову в навчальний крейсер із встановленням озброєння.
25 травня 1921 знову стала до служби у складі Рейхсмаріне та увійшла до складу морських сил Північного моря. У серпні 1921 заходила до портів Арендал та Саннефіорд у Норвегії. У Фредеріксверні взяла участь у церемонії відкриття меморіалу загиблим в Ютландській битві.
Взимку 1922 працювала у Ризькій затоці Балтійського моря, де у лютому пошкодила кригою зовнішню обшивку. Влітку — відвідала Бальхольмен в Норвегії. Наступного літа — побувала в портах Обу в Фінляндії та Карлскруна у Швеції.
1 грудня 1923 була списана та увійшла до резерву флоту. Її місце зайняв модернізований крейсер того ж типу під назвою «Амазоне».
15 січня 1930 була виведена із списків флоту та стала блокшивом, базуючись спочатку у Вільгельмсгафені, після 1936 — у Свінемюнде та від 1938 — у Кілі, де використовувалась як плавуча казарма.
Із початком Другої світової війни «Аркона» та «Медуза» у 1940 році були перетворені на плавучі зенітні батареї і стали до служби у травні та червні відповідно. Оскільки, їх машинні установки тривалий час не використовувались, то були видалені з борту. Самі кораблі були відбуксовані до місць призначення та стали на якір.
Обидва судна пережили війну та були підірвані 3 травня 1945 року власними екіпажами, щоб запобігти їх захопленню.
У 1948 «Аркона» була піднята та демонтована.

## Командувачі
| Час на посаді                  | Прізвище                                                               |
| ------------------------------ | ---------------------------------------------------------------------- |
| 12 травня 1903 — вересень 1904 | Корветтен-капітан Карл Ціммерман                                       |
| Вересень 1904 — вересень 1905  | Корветтен-капітан Губерт фон Ребор-Пашвіц                              |
| Вересень 1905 — квітень 1907   | Корветтен-капітан Герват Шмідт фон Швінд                               |
| Квітень — червень 1907         | Капітан-лейтенант Пауль Ботке                                          |
| Червень — серпень 1907         | Капітан-лейтенант Вільгельм Шульц                                      |
| Серпень 1907 — червень 1909    | Корветтен-капітан Фрегаттен-капітан Горст фон Гіппель Морський капітан |
| Червень 1909 — лютий 1910      | Корветтен-капітан Фрегаттен-капітан Герман Шредер                      |
| 7 лютого — 30 березня 1910     | Фрегаттен-капітан Карл Гозер                                           |
| 31 жовтня 1912 — жовтень 1916  | Корветтен-капітан Вільгельм фон Гіппель                                |
| Жовтень 1916 — липень 1917     | Фрегаттен-капітан Ернст Піпер                                          |
| Липень 1917 — лютий 1918       | Корветтен-капітан Еріх Гайден                                          |
| Лютий — грудень 1918           | Корветтен-капітан Карло Покер                                          |
| Травень 1919 — лютий 1920      | Капітан-лейтенант Еріх Гекер                                           |
| Травень 1921 — липень 1923     | Фрегаттен-капітан Фрідріх Германн                                      |
| Липень — грудень 1923          | Капітан-цур-зее Вальтер Гладіш                                         |